# Karin Leschová
Karin Leschová, nepřechýleně Lesch (18. května 1935 Curych – 12. března 2025 Königs Wusterhausen, Německo) byla švýcarsko-německá herečka, v českém prostředí známá zejména svojí rolí královny v koprodukční filmové pohádce Tři oříšky pro Popelku (1973) režiséra Václava Vorlíčka.

## Život
Narodila se ve švýcarském Curychu 18. května 1935 do umělecké rodiny. Její matkou byla rakouská herečka Mathilde Daneggerová (1903–1988), která emigrovala roku 1933 před nacismem do Švýcarska, a otcem byl režisér a dramatik Walter Lesch (1892–1958). Druhou světovou válku rodina strávila ve Švýcarsku, poté se však rodiče rozvedli. S matkou se v roce 1947 přestěhovala ze Švýcarska nejprve do Západního Německa a v roce 1951 do Berlína ve Východním Německu.
V Berlíně studovala na Státní herecké škole a po svých prvních divadelních zkušenostech v postupimském divadle začala účinkovat také s televizi a filmu. Její první role před kamerou byla v roce 1953 v televizním filmu Velikonoční zajíc (Matthias Löffelchen, der Osterhase). V roce 1960 následovala pohádka Kouzelný mužíček, v níž účinkovala také její matka, a poté v roce 1973 koprodukční Tři oříšky pro Popelku, kam si ji údajně vybral představitel krále Rolf Hoppe. V českém znění ji namluvila Květa Fialová. Po královně z Popelky se její poslední televizní příležitostí stal televizní film Případ s duchy (Die Geisterfalle) v roce 1974, poté se herečka stáhla do ústraní.
Za muže si vzala producenta a režiséra Hanse Dietera Mädeho (1930–2009), který se později stal generálním ředitelem východoněmeckého státního filmového studia DEFA. Oba pak dávali přednost soukromí, podle některých tvrzení si manžel nepřál, aby hrála. Poslední veřejný rozhovor poskytla v roce 2013 švýcarskému médiu Tagblatt der Stadt Zürich.
Zemřela 12. března 2025 v domově pro seniory v braniborském městě Königs Wusterhausen nedaleko Berlína ve věku 89 let.